# كأس نيوزيلندا 1979
كأس نيوزيلندا 1979 (بالإنجليزية: 1979 Chatham Cup)‏ هو موسم من كأس نيوزيلندا. فاز فيه North Shore United AFC ‏.